# Despota
Despota (stgr. δεσπότης, despotēs, r.ż. δέσποινα, despoina, bułg. i serb. деспот, despot, r.ż. деспотица, despotitsa) – tytuł dworski w Cesarstwie Bizantyjskim, przyjęty w Cesarstwie Łacińskim, Bułgarii, Serbii i Cesarstwie Trapezuntu.
Był to tytuł honorowy nadawany synom lub zięciom cesarzy bizantyjskich. Pierwszy raz został użyty w 1163 wobec przyszłego króla Węgier Beli III, który był zięciem cesarza Manuela I Komnena.
Strojem dworskim despoty była korona murowa, czerwona lub purpurowa tunika i para czerwonych lub purpurowych pantofli.
Po IV wyprawie krzyżowej tytuł ten był związany z administracją pewnych terytoriów cesarstwa, despotatów: Epiru, Morei, Peloponezu i Serbii.

## Pochodzenie
Greckie słowo δεσπότης (despotēs) oznacza „pana” i jest synonimem słowa κύριος (kyrios). W grece termin ten był stosowany jako ekwiwalent łacińskiego dominus i był początkowo używany jako określenie wyrażające respekt. Jako taki był stosowany do osób posiadających jakieś znaczenie, a szczególnie w stosunku do Boga, biskupów, patriarchów i cesarzy. Okazjonalnie pojawiał się na monetach (począwszy od Leona III Izauryjczyka) i oficjalnych dokumentach.
Na początku XII wieku tytuł był przyznawany wysokim urzędnikom bizantyńskim. Jednak dopiero Manuel I Komnen użył go w zupełnie nowy sposób. W 1163 przyznał go królowi węgierskiemu Beli III, swemu zięciowi i do czasu narodzin Aleksego II w 1169 jego najbardziej prawdopodobnemu następcy. Począwszy od tego czasu aż do upadku Cesarstwa tytuł despoty oznaczał najwyższą godność w państwie, osobę następną po cesarzu.